# Luis H. Irigoyen
Luis H. Irigoyen (fl. 1917) foi um botânico argentino.
Trabalhou com Lucien Hauman na Faculdade de Agronomia e Veterinária da Universidade de Buenos Aires. Na cátedra de Botânica, colaborou em novas linhas de pesquisa nas áreas de taxonomia botânica, fisiologia vegetal, fitopatologia e microbiologia agrícola.
Publicou:
- Hauman, L. & Irigoyen, L.H. 1923. Catalogue des phanerogames de l'Argentina, vol. 2. Ann. Mus. Nac. Bs. As. 32: 1-314

Realizou 18 (IPNI) identificações e classificações de novas espécies, em conjunto com Hauman ou com Albert Thellung; publicando-as em: Anales Mus. Nac. Hist. Nat. Buenos Aires; Vierteljahrsschr. Naturf. Ges. Zürich; Naturf. Ges. Zürich; Cat. Phan. Argent.